# Straka von Nedabylic

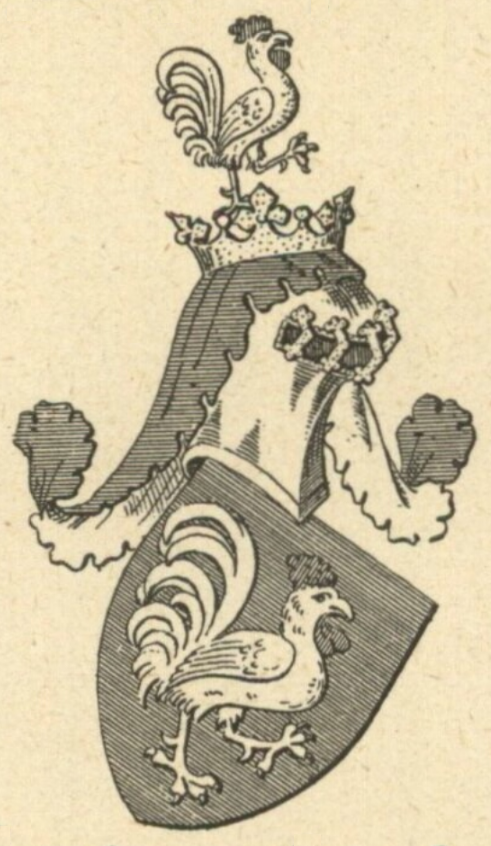
Familienwappen Straka von Nedabylic

Die Straka von Nedabylic, auch Straka von Nedabilic (tschechisch Strakové z Nedabylic) sind ein erloschenes böhmisches Adelsgeschlecht. Das Vladikengeschlecht wurde mit Jan Peter Straka von Nedabylic in der zweiten Hälfte des 17. Jahrhunderts in den böhmischen Herrenstand und 1692 in den Grafenstand erhoben. Das Geschlecht erlosch 1769 mit dem Tode von Wenzel Georg Adam Straka von Nedabylice.
Die Straka von Nedabylic waren stammes- und wappenverwandt mit den Geschlechtern von Dašice und Král von Dobrá Voda. Zu dem Rittergeschlecht der Straka von Hohenwald hatten sie keine Verbindung.

## Geschichte
Der Stammsitz der Vladiken Straka war die Veste Nedabylice in Ostböhmen; das nordöstlich von Chýšť gelegene Dorf Nedabylice erlosch im 16. Jahrhundert.
Der erste belegbare Vertreter des Geschlechts war 1376 Bransud von Nedabylice. Jan Straka von Nedabylice, der zwischen 1447 und 1469 nachweislich ist, stand in Diensten des Raubritters Jan Kolda von Náchod und konnte mehrere kleinere Güter, darunter Studnice und Jeníkovice erwerben. Als bedeutendster Vertreter des Geschlechts gilt Johann Peter Straka von Nedabylice (1645–1720).
Mit Wenzel Georg Adam Straka von Nedabylice erlosch das Geschlecht 1769 im Mannesstamme. Der Name des Geschlechts wurde von den Straka von Königsfeld fortgeführt, zu Beginn des 19. Jahrhunderts erlosch auch dieses Geschlecht.
Zu den Besitzungen der Straka von Nedabylic gehörten u. a. die Güter Malobratřice, Třtice, Šonov, Libčany, Okrouhlice und Ober Weckelsdorf.

## Angehörige

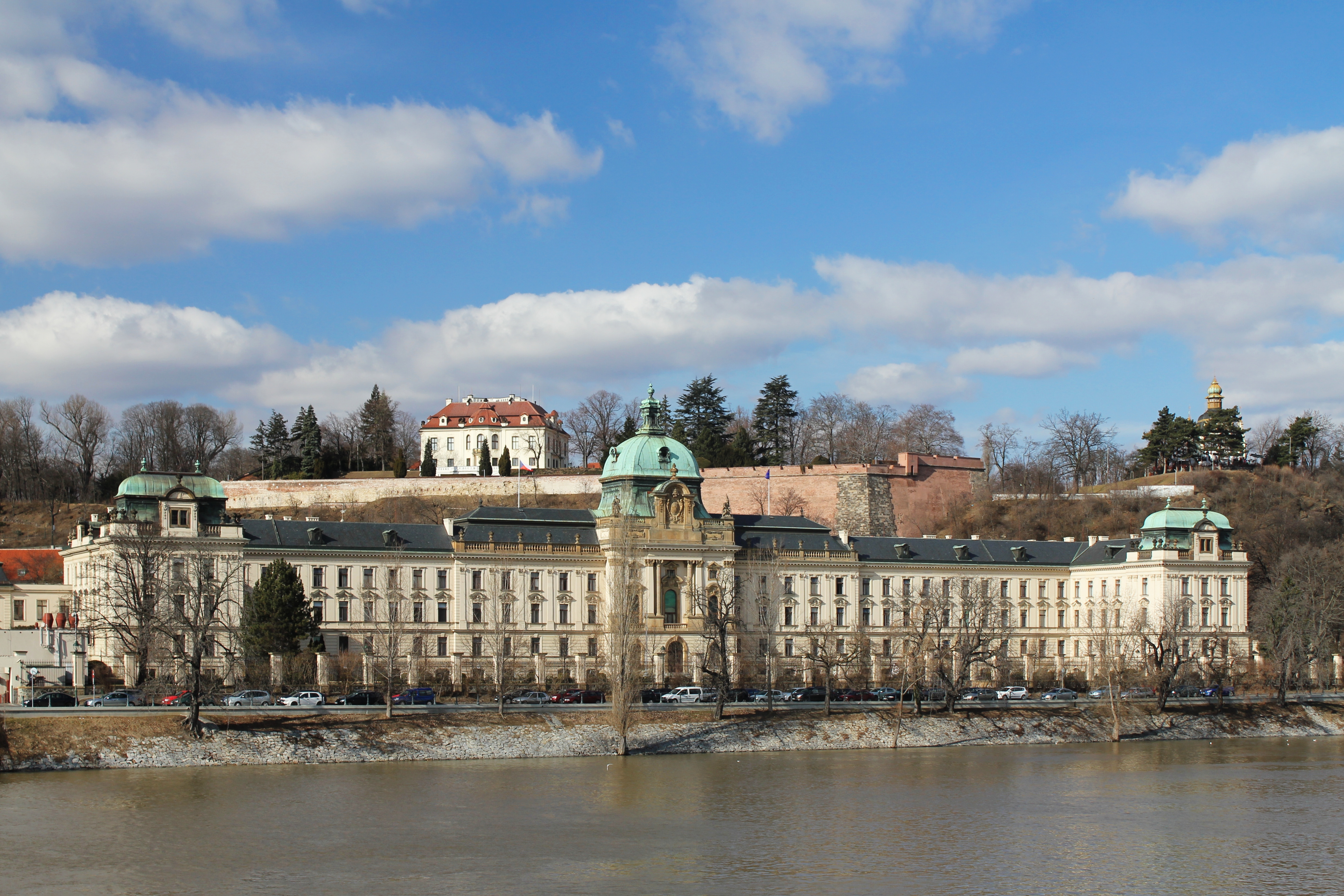
Straka-Akademie und Villa Kramář (Hintergrund) – Ansicht aus Richtung Mánes-Brücke am Moldauufer zu Prag.

Der königliche Geheimrat und Kämmerer Jan Peter Straka von Nedabylic (1645–1720) wurde zunächst in den böhmischen Herrenstand und 1692 in den Grafenstand erhoben. Er verfügte in seinem 1710 niedergelegten Testament die Errichtung der Straka-Stiftung zur Errichtung einer adeligen Ritterakademie für junge verarmte Adelige. In diese flossen neben seinem Gütern Liebtschan, Okrauhlitz und Ober Weckelsdorf, deren Wert auf 377.000 Gulden taxiert wurde, auch ein Barvermögen von 38.542 Gulden ein. Auf Anordnung des Kaisers Joseph I. wurde 1782 aus dem Ertrag der drei Güter ein jährliches Stipendium für studierende böhmische Jünglinge adeligen Standes in sämtlichen k. k. Erblanden ausgelobt, das in den niederen Schulen in Höhe 200 Gulden und in den höheren Schule in Höhe von 300 Gulden gewährt wurde. Genussberechtigt waren vor allem die Verwandten des Stifters, aber auch andere junge böhmische Adlige aus dem Herren- und Ritterstand. Das Präsentationsrechts stand wechselseitig dem Kaiser und den böhmischen Landständen zu. Die Straka-Stiftung nahm ihre Tätigkeit im Jahre 1814 auf. Aus dem Stiftungskapital wurde zwischen 1891 und 1896 auf der Prager Kleinseite in den ehemaligen Jesuitengärten in Klárov die repräsentative Straka-Akademie errichtet. Das neobarocke Bauwerk war eines der modernsten in Prag und das erste mit einer Zentralheizung ausgestattete. Das Gebäude der ehemaligen Straka-Akademie ist heute der tschechische Regierungssitz.
Weitere namhafte Vertreter waren
- Petr Mikuláš Straka von Nedabylic († 1720), ab 1695 Obersthofschreiber des Königreiches Böhmen.
- Jan Karl Straka von Nedabyli, 1732 erhoben in den Grafenstand.
- Adalbert Král von Dobrá Voda, böhmischer Heraldiker, mit dem Adelsgeschlecht Straka von Nedabylic stammesverwandt.

### Stammesliste
- Straka von Nedabic, zweite Hälfte des 17. Jahrhunderts böhmischer Herrenstand, 1692 Grafenstand:
  - Jan Peter Straka von Nedabylic (1645–1720), königlicher Geheimrat und Kämmerer; Stiftervater Straka-Akademie
    - Petr Mikuláš Straka von Nedabylic, 1697 königlicher Oberhofschreiber
    - Jan Karel Straka von Nedabylic, 1732 in den Grafenstand erhoben

  - Wenzel Georg Adam Straka von Nedabylic (….–1769)
- Anfang 19. Jhd. erloschen.

## Wappen
Das Straka-Wappen zeigt einen rechtsschreitenden silbernen Hahn mit schwarzen Schwanzfedern auf blauem Schild mit grünem Boden. Das Kleinod ist ein auf der Helmkrone stehender Hahn. Die Decken sind blau-silbern. Nach dem Tode von Johann Peter Straka von Nedabylice erhielt der Wappenschild eine goldene Einfassung.
Die nachstehenden Gemeinden führen den Straka-Hahn (hier linksschreitend) in ihrem Wappen.

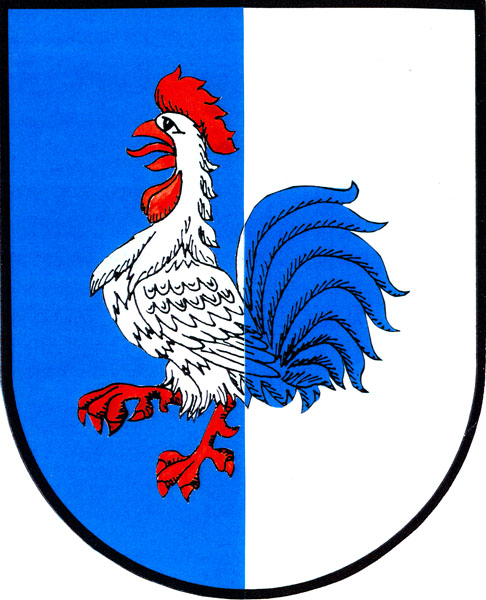
Wappen der Gemeinde Libčany
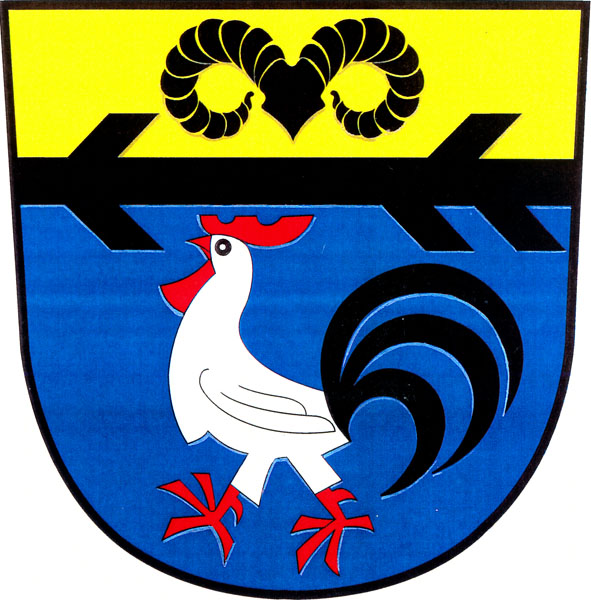
Wappen der Gemeinde Okrouhlice
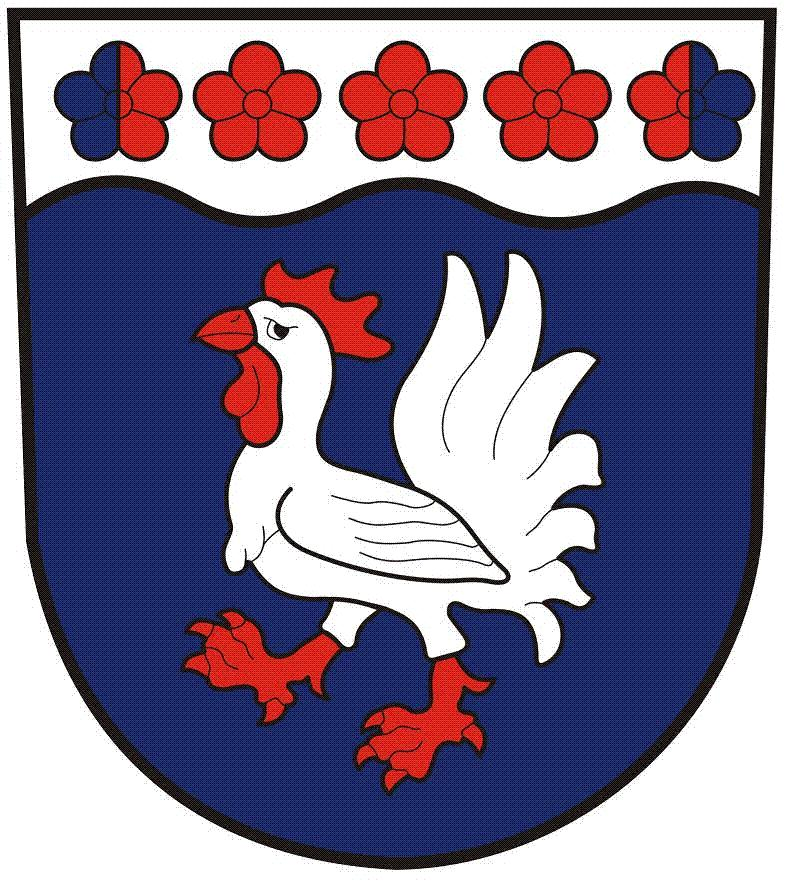
Wappen der Gemeinde Studnice
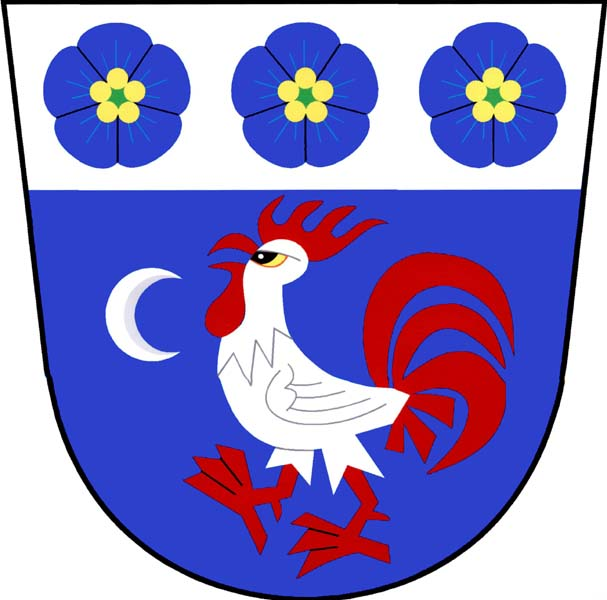
Wappen der Gemeinde Zábrodí